# Spoiler (cinema)
Il termine spoiler (AFI: [ˈspɔiler]; dall'inglese to spoil, "rovinare") è spesso usato in ambito cinematografico per segnalare un testo che riporta delle informazioni che potrebbero svelare i punti salienti della trama di un film.
Il termine spoiler può riferirsi anche ad altri contesti dove può essere svelata una trama, come libri, videogiochi, serie televisive o fumetti.

## Storia
Uno dei primi usi stampati del termine è stato nel numero di aprile 1971 di National Lampoon, in cui un articolo di Doug Kenney intitolato "Spoilers" ha rivelato i finali di film e film famosi. Kenney ha scritto: "Spoiler! Cosa sono? Semplicemente il finale di ogni romanzo e film misterioso che potresti mai vedere. Risparmia tempo e denaro!".
Le prime regole della netiquette di internet insistevano sul fatto che gli spoiler dovevano e dovrebbero tuttora essere normalmente evitati, ma se la pubblicazione di informazioni "rovinanti" era o è inevitabile, dovrebbe essere preceduta da un avvertimento come "ALLARME SPOILER" (alert), o lo spoiler stesso dovesse essere mascherato in modo da non essere visibile a nessuno se non agli utenti desiderosi di dettagli e non spaventati al pensiero di tali informazioni potenzialmente rivelatrici della trama.
A volte questi avvertimenti vengono omessi, accidentalmente o deliberatamente, e alcuni lettori inconsapevoli svelano i punti salienti della trama di un un'opera cinematografica o letteraria.
Alcuni forum Internet e siti di riferimento, come la sezione FAQ di IMDb, hanno tag spoiler opzionali che coprono i principali dettagli della trama. Le informazioni sottostanti possono essere rivelate evidenziando il testo o, nel caso di IMDb, passando sopra il tag "spoiler".
Ci sono alcune applicazioni che impediscono agli utenti la lettura di spoiler come ad esempio l'estensione di Google Chrome TV Time.

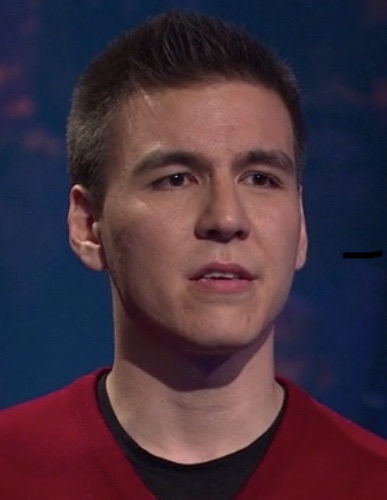
James Holzhauer

## Descrizione

Un segnale di avvertimento spoiler di un sito web

Tecnicamente, un testo non è uno spoiler, ma contiene spoiler, appunto anticipazioni. Infatti, a meno che un testo abbia il compito di descrivere nel dettaglio la storia di un film, generalmente si tratta di un insieme di informazioni generiche, alcune delle quali rivelatrici di parti importanti, quindi contenenti spoiler. Inoltre, il significato di spoiler è relativo: non è, infatti, una rivelazione per chi già conosce l'opera; al contrario, l'«avvertimento» della presenza di spoiler è destinato solo a chi non conosce la trama e quindi potrebbe rovinare l'effetto sorpresa per un eventuale colpo di scena.
La parola spoiler è talmente diffusa nei newsgroup, blog e forum, da essere diventata parte integrante della netiquette: chi scrive articoli è invitato ad inserire nell'oggetto o nel messaggio la parola "spoiler", in modo da avvertire gli altri utenti di evitare di leggere un dato passaggio se non si desidera correre il rischio di conoscere in anticipo parti della trama. Esiste però quella che comunemente viene chiamata Finestra temporale, tale per cui se un determinato contenuto è uscito un tot di anni or sono, il diritto e la pretesa sullo spoiler al riguardo, decadono. L'esempio tipico è con Star Wars (Episodi I-II-III), oppure quando si parla di serie come Twin Peaks, Buffy, Dawson's Creek, Lost. Esse ormai sono state interiorizzate dalla comunità e dai vari fandom che la dicitura spoiler per avvenimento di x serie, risulta piuttosto fuorviante. Generalmente la regola sulle pagine e/o gruppi Facebook, impone la dicitura "Spoiler: nome serie, numero episodio" seguita da trattini, per serie tv di cui si segue la programmazione americana, che sono attualmente in onda su un determinato Network americano e/o inglese. 
Questa finestra temporale si è accorciata sempre di più, per via delle pagine e/o gruppi Facebook ufficiali americani che sono sempre più social (ndr - caso TWD, tale per cui la pagina spoilerò il finale prima che l'episodio venisse trasmesso in alcune parti dell'America) per cui anche le pagine e/o i gruppi Facebook italiani stanno accorciando tali tempi e solitamente dopo 48 ore dalla programmazione americana, si è autorizzati a parlare di quel determinato episodio di y serie tv, senza la dicitura "spoiler".
Dipende in sostanza dai gestori di quella determinata pagina e/o gruppo. Generalmente, quando nella descrizione di tale pagina si trova: "Tale pagina segue la Programmazione americana" dopo 2 giorni l'episodio viene considerato visto dai fan di quella pagina e si ritiene di poter scrivere senza la dicitura "Spoiler: nome serie, numero della serie" seguito da dei trattini. Alle volte si trovano spazi predisposti al riguardo, sotto una foto, oppure si crea un evento per non disturbare la sensibilità dei più che non riescono a visionare l'episodio nella notte.
Tutto ciò però non autorizza persone o cose ad abusare di questa finestra temporale al solo scopo di rivelare il finale di una stagione o di una serie ad una persona che non conosce tali dettagli. Al contempo esiste la richiesta delle matricole di non volere spoiler su serie terminate 10/25/40 anni fa. Si tratta dunque di trovare un compromesso e di mantenere un rispetto al riguardo.

## Aspetti sociali

### Esperimenti psicologici
Nel 2011 Nicholas Christenfeld e Jonathan Leavitt dell'UC San Diego fecero un esperimento psicologico per verificare se gli spoiler diminuissero il godimento della finzione agli spettatori e ai lettori. Hanno dato ai soggetti delle storie brevi con un finale contorto da leggere, dando ad alcuni dei soggetti informazioni in anticipo sul colpo di scena. Per quasi tutte le storie, i soggetti che hanno avuto la storia "rovinata" hanno apprezzato la storia più dei soggetti che non conoscevano il finale in anticipo.
Lo spoiling della sconfitta di James Holzhauer in Jeopardy!, che è stato riportato da fonti sia cartacee che Internet ore prima che andasse in onda sulla maggior parte delle stazioni dello show, ha avuto un impatto alquanto inaspettatamente positivo sugli ascolti di quell'episodio. Invece di rovinare il risultato, gli spoiler avevano preso in giro quel tanto che bastò per incuriosire molti spettatori a sintonizzarsi per vedere la sconfitta di Holzhauer.
In una mostra d'arte al Museo de Arte Contemporaneous de Monterrey (Messico) l'artista Mario Garcia Torres ha presentato una serie di opere intitolate Spoiler Paintings in cui sono stati scritti spoiler di film per lo più di Hollywood su grandi tele a colori.

### Reazioni del pubblico cinematografico
I titoli di coda del film del 1955 di Les Diaboliques del regista Henri-Georges Clouzot includono una scheda con un primo messaggio anti-spoiler: 
Non essere DIABOLICO!
Non distruggere l'interesse che i tuoi amici potrebbero avere in questo film.
Non dire loro quello che hai visto.
Grazie, a nome loro.

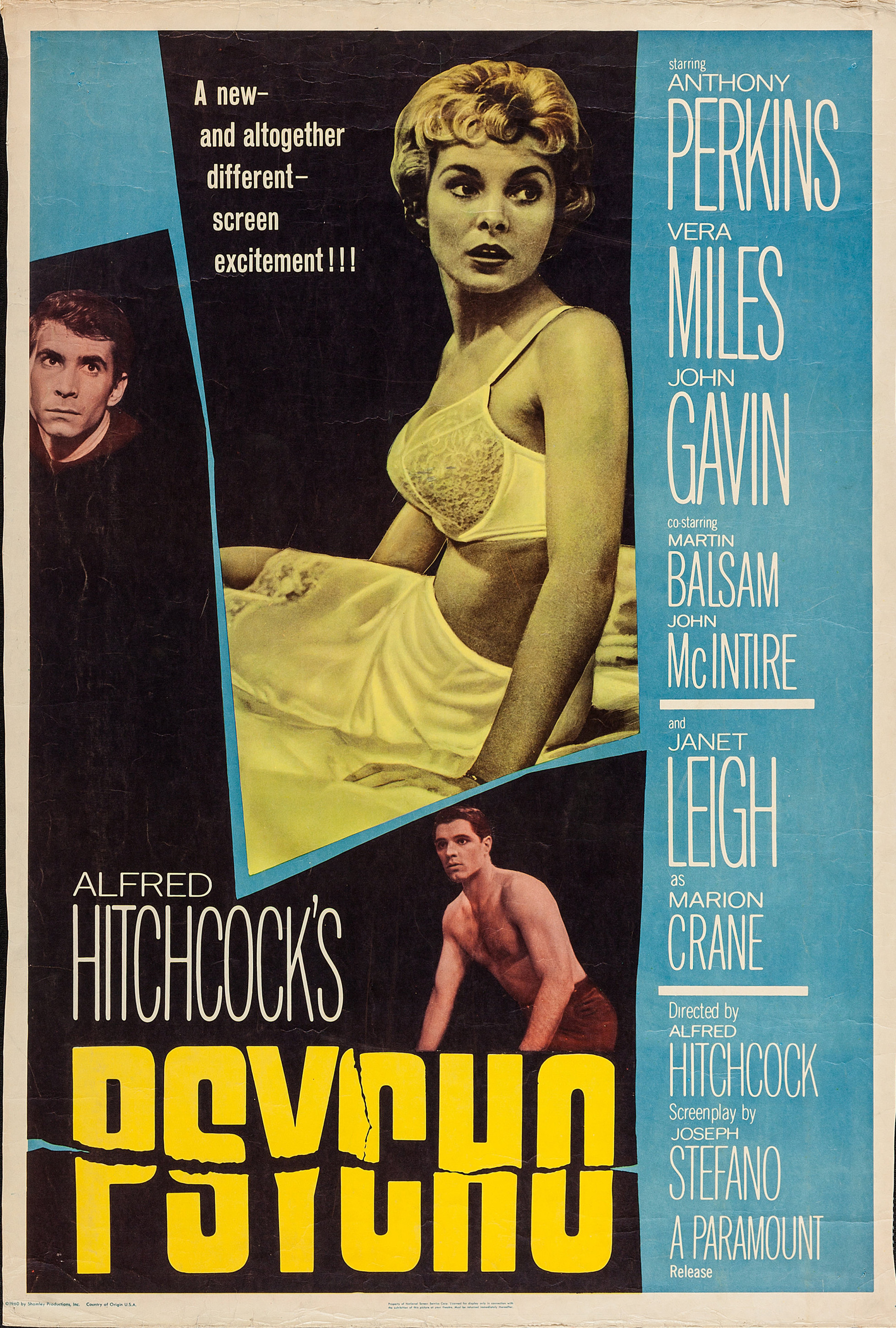
Poster di Psycho (1960)

Allo stesso modo, Alfred Hitchcock ha chiesto al pubblico di non rivelare il finale del suo thriller del 1960 Psycho, dicendo "Per favore, non rivelate il finale, è l'unico che abbiamo".
Nel 2005 il critico cinematografico del Chicago Sun-Times Roger Ebert ha scritto un articolo intitolato "I critici non hanno il diritto di fare spoiler" che conteneva spoiler e avvisi di spoiler.
Mathew Prichard, il nipote di Agatha Christie, ha criticato Wikipedia per aver distribuito spoiler nell'opera teatrale The Mousetrap. Andrew Jarecki, il produttore del documentario Catfish, ha sostenuto che Wikipedia dovrebbe avere avvisi di spoiler. Il finale era stato pubblicato su Wikipedia prima della sua uscita nelle sale perché il film era stato mostrato al Sundance Film Festival 2010. Jay Walsh, un portavoce della Wikimedia Foundation, ha affermato che Wikipedia vuole essere una fonte di conoscenza esauriente, quindi ha senso contenga spoiler.
Nel 2015 l'Under the Gun Theater creato Swarm of Spoilers, uno spettacolo di parodia sulla base di Game of Thrones. La commedia ha riassunto le precedenti quattro stagioni dello show televisivo HBO.